# Якушенко Наталія Василівна
Якушенко Наталія Василівна (* 2 березня 1972, м. Київ, УРСР) — українська саночниця, яка виступає в санному спорті з 1985 року. Брала участь в трьох зимових Олімпійських іграх, показавши свої найкращі результати в них — восьме місця в одиночному розряді в 2002 і в 2006 роках. 
Учасниця Національної збірної України на Зимових Олімпійських іграх 2010 (м. Ванкувер, Канада).
Загалом у кар'єрі виграла 8 медалей етапів Кубку світу — 5 бронзових і 3 срібні медалі.
Перший тренер — Микола Папіровий, чинний — Валентин Папіровий.